# قلعه جاگروم
قلعه جاگروم (انگلیسی: Jugroom Fort) مجموعه‌ای از ساختمان‌های مستحکم در جنوب غربی گرمسیر در ولایت هلمند افغانستان در کرانه شرقی رودخانه هیرمند است. این قلعه چندین قرن قدمت دارد و در سال ۲۰۰۷ از آن به عنوان پایگاه طالبان استفاده می‌شد.
این قلعه به مدت دو ماه تحت نظارت بود و تصور می شد که در آن رهبران بالای طالبان مستقر هستند. پس از حمله انحرافی به شمال، قلعه توسط توپخانه سنگین ۱۵۵ میلی‌متری و توسط راکول بی-۱ لنسر بمباران شد.